# Молине (Тренто)
Молине је насеље у Италији у округу Тренто, региону Трентино-Јужни Тирол.
Према процени из 2011. у насељу је живело 4 становника. Насеље се налази на надморској висини од 544 м.